# 9 août aux Jeux olympiques d'été de 2016
Le mardi 9 août aux Jeux olympiques d'été de 2016 est le septième jour de compétition.

## Programme
| Heure UTC-3 (Rio de Janeiro)                  |               |
| bleu                                          | Cérémonie     |
| neutre                                        | Épreuve       |
| or                                            | Finale        |
| orange                                        | Petite finale |
| rose                                          | Reporté       |
| gris                                          | Annulé        |
| Compétition masculine                         | Hommes        |
| Compétition féminine                          | Femmes        |
| Compétition mixte (hommes et femmes mélangés) | Mixte         |
| Compétition en couple (1 homme et 1 femme)    | Couple        |
| modifier                                      |               |

| Horaire | Discipline Spécialité | Discipline Spécialité                               | Discipline Spécialité                         | Phase                              | Résultats                                                                                              | Références |
| ------- | --------------------- | --------------------------------------------------- | --------------------------------------------- | ---------------------------------- | --- | ---------- |
| 8 h 30  |                       | Aviron Skiff                                        | Compétition hommes                            | Quarts de finale                   | - |            |
| 9 h     |                       | Escrime Épée individuelle                           | Compétition hommes                            | 16e de finale                      | - | -          |
| 9 h     |                       | Escrime Épée individuelle                           | Compétition hommes                            | 8e de finale                       | - | -          |
| 9 h     |                       | Escrime Épée individuelle                           | Compétition hommes                            | Quarts de finale                   | - | -          |
| 9 h     |                       | Tir Pistolet à 25 m                                 | Compétition femmes                            | Tir de précision                   | - | -          |
| 9 h     |                       | Tir à l'arc Individuel                              | Compétition hommes                            | 32e de finale                      | - | -          |
| 9 h     |                       | Tir à l'arc Individuel                              | Compétition femmes                            | 32e de finale                      | - | -          |
| 9 h     |                       | Tir à l'arc Individuel                              | Compétition hommes                            | 16e de finale                      | - | -          |
| 9 h     |                       | Tir à l'arc Individuel                              | Compétition femmes                            | 16e de finale                      | - | -          |
| 9 h     |                       | Water-polo Tournoi féminin                          | Compétition femmes                            | Premier tour Groupe B              | Chine 11-13 Hongrie                                                                                    |            |
| 9 h 10  |                       | Aviron Skiff                                        | Compétition femmes                            | Quarts de finale                   | - |            |
| 9 h 30  |                       | Handball Tournoi masculin                           | Compétition hommes                            | Tour préliminaire Poule A          | Qatar 20-35 France                                                                                     |            |
| 9 h 30  |                       | Volley-ball Tournoi masculin                        | Compétition hommes                            | Tour préliminaire Groupe B         | Russie 1-3 Argentine                                                                                   |            |
| 9 h 50  |                       | Aviron Deux sans barreur                            | Compétition hommes                            | Demi-finales                       | - |            |
| 10 h    |                       | Beach-volley Tournoi masculin                       | Compétition hommes                            | Phase de poules                    | - | -          |
| 10 h    |                       | Beach-volley Tournoi féminin                        | Compétition femmes                            | Phase de poules                    | - | -          |
| 10 h    |                       | Haltérophilie Moins de 69 kg                        | Compétition hommes                            | Groupe B                           | - | -          |
| 10 h    |                       | Judo Moins de 63 kg                                 | Compétition femmes                            | Premiers tours et quarts de finale | - | -          |
| 10 h    |                       | Judo Moins de 81 kg                                 | Compétition hommes                            | Premiers tours et quarts de finale | - | -          |
| 10 h    |                       | Tennis de table Simple                              | Compétition femmes                            | Quarts de finale                   | - | -          |
| 10 h 10 |                       | Aviron Deux de couple                               | Compétition femmes                            | Demi-finales                       | - | -          |
| 10 h 20 |                       | Water-polo Tournoi féminin                          | Compétition femmes                            | Premier tour Groupe A              | Italie 9-3 Brésil                                                                                      |            |
| 10 h 30 |                       | Aviron Deux de couple                               | Compétition hommes                            | Demi-finales                       | - | -          |
| 10 h 45 |                       | Tennis Simple                                       | Compétition hommes                            | 2e tour                            | - | -          |
| 10 h 45 |                       | Tennis Simple                                       | Compétition femmes                            | 3e tour                            | - | -          |
| 10 h 45 |                       | Tennis Double                                       | Compétition femmes                            | 2e tour                            | - | -          |
| 10 h 50 |                       | Aviron Quatre sans barreur poids légers             | Compétition hommes                            | Demi-finales                       | - |            |
| 11 h    |                       | Boxe Poids légers (−60 kg)                          | Compétition hommes                            | Phase préliminaire                 | - |            |
| 11 h    |                       | Boxe Poids moyens (−75 kg)                          | Compétition hommes                            | Phase préliminaire                 | - |            |
| 11 h    |                       | Boxe Poids super-lourds (+91 kg)                    | Compétition hommes                            | Phase préliminaire                 | - |            |
| 11 h    |                       | Rugby à sept Tournoi masculin                       | Compétition hommes                            | Phase de poules Poule B            | Australie 14-31 France                                                                                 |            |
| 11 h 10 |                       | Aviron Deux de couple poids légers                  | Compétition femmes                            | Demi-finales C/D                   | - |            |
| 11 h 30 |                       | Aviron Deux de couple poids légers                  | Compétition hommes                            | Demi-finales C/D                   | - |            |
| 11 h 30 |                       | Handball Tournoi masculin                           | Compétition hommes                            | Tour préliminaire Poule B          | Allemagne 32-29 Pologne                                                                                |            |
| 11 h 30 |                       | Rugby à sept Tournoi masculin                       | Compétition hommes                            | Phase de poules Poule B            | Afrique du Sud 24-0 Espagne                                                                            |            |
| 11 h 35 |                       | Volley-ball Tournoi masculin                        | Compétition hommes                            | Tour préliminaire Groupe A         | France 3-0 Mexique                                                                                     |            |
| 11 h 40 |                       | Water-polo Tournoi féminin                          | Compétition femmes                            | Premier tour Groupe B              | Espagne 4-11 États-Unis                                                                                |            |
| 12 h    |                       | Rugby à sept Tournoi masculin                       | Compétition hommes                            | Phase de poules Poule C            | Grande-Bretagne 31-7 Kenya                                                                             |            |
| 12 h    |                       | Tir Pistolet à 25 m                                 | Compétition femmes                            | Tir de vitesse                     | - | -          |
| 12 h 15 |                       | Basket-ball Tournoi féminin                         | Compétition femmes                            | Premier tour Groupe A              | Australie 89-71 France                                                                                 |            |
| 12 h 30 |                       | Haltérophilie Moins de 63 kg                        | Compétition femmes                            | Groupe B                           | - | -          |
| 12 h 30 |                       | Rugby à sept Tournoi masculin                       | Compétition hommes                            | Phase de poules Poule C            | Nouvelle-Zélande 12-14 Japon                                                                           |            |
| 13 h    |                       | Natation 100 m nage libre                           | Compétition hommes                            | Séries                             | - | -          |
| 13 h    |                       | Natation 200 m brasse                               | Compétition hommes                            | Séries                             | - | -          |
| 13 h    |                       | Natation Relais 4 x 200 m nage libre                | Compétition hommes                            | Séries                             | - | -          |
| 13 h    |                       | Natation 200 m papillon                             | Compétition femmes                            | Séries                             | - | -          |
| 13 h    |                       | Rugby à sept Tournoi masculin                       | Compétition hommes                            | Phase de poules Poule A            | États-Unis 14-17 Argentine                                                                             |            |
| 13 h    |                       | Voile Laser standard                                | Compétition hommes                            | Manche 3                           | - | -          |
| 13 h    |                       | Voile Laser radial                                  | Compétition femmes                            | Manche 3                           | - | -          |
| 13 h    |                       | Voile Finn                                          | Compétition hommes                            | Manche 1                           | - | -          |
| 13 h    |                       | Voile RS : X                                        | Compétition hommes                            | Manche 4                           | - | -          |
| 13 h    |                       | Voile RS : X                                        | Compétition femmes                            | Manche 4                           | - | -          |
| 13 h    |                       | Water-polo Tournoi féminin                          | Compétition femmes                            | Premier tour Groupe A              | Russie 4-14 Australie                                                                                  |            |
| 13 h 30 |                       | Canoë-kayak (slalom) C1                             | Compétition hommes                            | Demi-finale                        | - | -          |
| 13 h 30 |                       | Canoë-kayak (slalom) C1                             | Compétition hommes                            | Finale                             | Denis Gargaud Chanut · Matej Benus · Takuya Haneda                                                     |            |
| 13 h 30 |                       | Rugby à sept Tournoi masculin                       | Compétition hommes                            | Phase de poules Poule A            | Fidji 40-12 Brésil                                                                                     |            |
| 14 h 15 |                       | Basket-ball Tournoi masculin                        | Compétition hommes                            | Premier tour Groupe B              | Espagne 65-66 Brésil                                                                                   |            |
| 14 h 30 |                       | Voile RS : X                                        | Compétition hommes                            | Manche 5                           | - | -          |
| 14 h 30 |                       | Voile RS : X                                        | Compétition femmes                            | Manche 5                           | - | -          |
| 14 h 40 |                       | Handball Tournoi masculin                           | Compétition hommes                            | Tour préliminaire Poule A          | Tunisie 23-31 Danemark                                                                                 |            |
| 15 h    |                       | Équitation Concours complet                         | Compétition mixte (hommes et femmes ensemble) | Épreuve de saut d'obstacles        | - | -          |
| 15 h    |                       | Équitation Concours complet individuel              | Compétition mixte (hommes et femmes ensemble) | Finale                             | Michael Jung · Astier Nicolas · Phillip Dutton                                                         |            |
| 15 h    |                       | Équitation Concours complet par équipes             | Compétition mixte (hommes et femmes ensemble) | Finale                             | France · Allemagne · Australie                                                                         |            |
| 15 h    |                       | Tir à l'arc Individuel                              | Compétition hommes                            | 32e de finale                      | - | -          |
| 15 h    |                       | Tir à l'arc Individuel                              | Compétition femmes                            | 32e de finale                      | - | -          |
| 15 h    |                       | Tir à l'arc Individuel                              | Compétition hommes                            | 16e de finale                      | - | -          |
| 15 h    |                       | Tir à l'arc Individuel                              | Compétition femmes                            | 16e de finale                      | - | -          |
| 15 h    |                       | Volley-ball Tournoi masculin                        | Compétition hommes                            | Tour préliminaire Groupe A         | Italie 3-1 États-Unis                                                                                  |            |
| 15 h 30 |                       | Basket-ball Tournoi féminin                         | Compétition femmes                            | Premier tour Groupe A              | Brésil 63-65 Biélorussie                                                                               |            |
| 15 h 30 |                       | Beach-volley Tournoi masculin                       | Compétition hommes                            | Phase de poules                    | - | -          |
| 15 h 30 |                       | Beach-volley Tournoi féminin                        | Compétition femmes                            | Phase de poules                    | - | -          |
| 15 h 30 |                       | Haltérophilie Moins de 63 kg                        | Compétition femmes                            | Groupe A                           | - | -          |
| 15 h 30 |                       | Haltérophilie Moins de 63 kg                        | Compétition femmes                            | Finale                             | Deng Wei · Choe Hyo-sim · Karina Goricheva                                                             |            |
| 15 h 30 |                       | Judo Moins de 63 kg                                 | Compétition femmes                            | Repêchages et demi-finales         | - | -          |
| 15 h 30 |                       | Judo Moins de 81 kg                                 | Compétition hommes                            | Repêchages et demi-finales         | - | -          |
| 15 h 30 |                       | Judo Moins de 63 kg                                 | Compétition femmes                            | Finale                             | Tina Trstenjak · Clarisse Agbegnenou · Yarden Gerbi et Anicka van Emden                                |            |
| 15 h 30 |                       | Judo Moins de 81 kg                                 | Compétition hommes                            | Finale                             | Khasan Khalmurzaev · Travis Stevens · Sergiu Toma et Takanori Nagase                                   |            |
| 15 h 30 |                       | Tir Pistolet à 25 m                                 | Compétition femmes                            | Finale                             | Anna Korakaki · Monika Karsch · Heidi Diethelm Gerber                                                  |            |
| 15 h 30 |                       | Voile Laser standard                                | Compétition hommes                            | Manche 4                           | - | -          |
| 15 h 30 |                       | Voile Laser radial                                  | Compétition femmes                            | Manche 4                           | - | -          |
| 15 h 30 |                       | Voile Finn                                          | Compétition hommes                            | Manche 2                           | - | -          |
| 16 h    |                       | Football Tournoi féminin                            | Compétition femmes                            | Tour Préliminaire Groupe F         | Allemagne 1-2 Canada                                                                                   | -          |
| 16 h    |                       | Football Tournoi féminin                            | Compétition femmes                            | Tour Préliminaire Groupe F         | Australie 6-1 Zimbabwe                                                                                 | -          |
| 16 h    |                       | Escrime Épée individuelle                           | Compétition hommes                            | Demi-finales                       | - | -          |
| 16 h    |                       | Escrime Épée individuelle                           | Compétition hommes                            | Petite finale                      | Gauthier Grumier 15-11 Benjamin Steffen                                                                |            |
| 16 h    |                       | Escrime Épée individuelle                           | Compétition hommes                            | Finale                             | Géza Imre 14-15 Park Sang-young                                                                        |            |
| 16 h    |                       | Gymnastique artistique Concours général par équipes | Compétition femmes                            | Finale                             | États-Unis · Russie · Japon                                                                            |            |
| 16 h    |                       | Plongeon Haut-vol à 10 mètres synchronisé           | Compétition femmes                            | Finale                             | Chen Ruolin et Liu Huixia · Cheong Jun Hoong et Pandelela Rinong · Meaghan Benfeito et Roseline Filion | -          |
| 16 h    |                       | Rugby à sept Tournoi masculin                       | Compétition hommes                            | Phase de poules Poule B            | Australie 26-12 Espagne                                                                                |            |
| 16 h    |                       | Tennis de table Simple                              | Compétition hommes                            | Quarts de finale                   | - | -          |
| 16 h    |                       | Voile RS : X                                        | Compétition hommes                            | Manche 6                           | - | -          |
| 16 h    |                       | Voile RS : X                                        | Compétition femmes                            | Manche 6                           | - | -          |
| 16 h 30 |                       | Rugby à sept Tournoi masculin                       | Compétition hommes                            | Phase de poules Poule B            | Afrique du Sud 26-0 France                                                                             |            |
| 16 h 40 |                       | Handball Tournoi masculin                           | Compétition hommes                            | Tour préliminaire Poule B          | Brésil 28-31 Slovénie                                                                                  |            |
| 17 h    |                       | Boxe Poids légers (−60 kg)                          | Compétition hommes                            | Phase préliminaire                 | - |            |
| 17 h    |                       | Boxe Poids moyens (−75 kg)                          | Compétition hommes                            | Phase préliminaire                 | - |            |
| 17 h    |                       | Boxe Poids super-lourds (+91 kg)                    | Compétition hommes                            | Phase préliminaire                 | - |            |
| 17 h    |                       | Rugby à sept Tournoi masculin                       | Compétition hommes                            | Phase de poules Poule C            | Grande-Bretagne 21-19 Japon                                                                            |            |
| 17 h 5  |                       | Volley-ball Tournoi masculin                        | Compétition hommes                            | Tour préliminaire Groupe B         | Pologne 3-2 Iran                                                                                       |            |
| 17 h 30 |                       | Rugby à sept Tournoi masculin                       | Compétition hommes                            | Phase de poules Poule C            | Nouvelle-Zélande 28-5 Kenya                                                                            |            |
| 17 h 45 |                       | Basket-ball Tournoi féminin                         | Compétition femmes                            | Premier tour Groupe A              | Turquie 76-62 Japon                                                                                    |            |
| 18 h    |                       | Rugby à sept Tournoi masculin                       | Compétition hommes                            | Phase de poules Poule A            | États-Unis 26-0 Brésil                                                                                 |            |
| 18 h 30 |                       | Rugby à sept Tournoi masculin                       | Compétition hommes                            | Phase de poules Poule A            | Fidji 21-14 Argentine                                                                                  |            |
| 18 h 45 |                       | Tennis Double                                       | Compétition hommes                            | Quarts de finale                   | - | -          |
| 18 h 45 |                       | Tennis Double                                       | Compétition femmes                            | Quarts de finale                   | - | -          |
| 19 h    |                       | Football Tournoi féminin                            | Compétition femmes                            | Tour Préliminaire Groupe G         | Colombie 2-2 États-Unis                                                                                | -          |
| 19 h    |                       | Football Tournoi féminin                            | Compétition femmes                            | Tour Préliminaire Groupe G         | Nouvelle-Zélande 0-3 France                                                                            | -          |
| 19 h    |                       | Basket-ball Tournoi masculin                        | Compétition hommes                            | Premier tour Groupe B              | Lituanie 89-80 Nigeria                                                                                 |            |
| 19 h    |                       | Haltérophilie Moins de 69 kg                        | Compétition hommes                            | Groupe A                           | - | -          |
| 19 h    |                       | Haltérophilie Moins de 69 kg                        | Compétition hommes                            | Finale                             | Shi Zhiyong · Daniyar Ismayilov · Izzat Artykov                                                        |            |
| 19 h 50 |                       | Handball Tournoi masculin                           | Compétition hommes                            | Tour préliminaire Poule B          | Égypte 26-25 Suède                                                                                     |            |
| 20 h 30 |                       | Tennis de table Simple                              | Compétition hommes                            | Quarts de finale                   | - | -          |
| 20 h 30 |                       | Volley-ball Tournoi masculin                        | Compétition hommes                            | Tour préliminaire Groupe B         | Cuba 0-3 Égypte                                                                                        |            |
| 21 h    |                       | Beach-volley Tournoi masculin                       | Compétition hommes                            | Phase de poules                    | - | -          |
| 21 h    |                       | Beach-volley Tournoi féminin                        | Compétition femmes                            | Phase de poules                    | - | -          |
| 21 h 50 |                       | Handball Tournoi masculin                           | Compétition hommes                            | Tour préliminaire Poule A          | Argentine 26-27 Croatie                                                                                |            |
| 22 h    |                       | Football Tournoi féminin                            | Compétition femmes                            | Tour Préliminaire Groupe E         | Afrique du Sud 0-0 Brésil                                                                              | -          |
| 22 h    |                       | Football Tournoi féminin                            | Compétition femmes                            | Tour Préliminaire Groupe E         | Chine 0-0 Suède                                                                                        | -          |
| 22 h    |                       | Natation 100 m nage libre                           | Compétition hommes                            | Demi-finales                       | - | -          |
| 22 h    |                       | Natation 200 m brasse                               | Compétition hommes                            | Demi-finales                       | - | -          |
| 22 h    |                       | Natation 200 m papillon                             | Compétition femmes                            | Demi-finales                       | - | -          |
| 22 h    |                       | Natation 200 m papillon                             | Compétition hommes                            | Finale                             | Michael Phelps · Masato Sakai · Tamás Kenderesi                                                        |            |
| 22 h    |                       | Natation Relais 4 x 200 m nage libre                | Compétition hommes                            | Finale                             | États-Unis · Grande-Bretagne · Japon                                                                   |            |
| 22 h    |                       | Natation 200 m nage libre                           | Compétition femmes                            | Finale                             | Katie Ledecky · Sarah Sjöström · Emma McKeon                                                           |            |
| 22 h    |                       | Natation 200 m 4 nages                              | Compétition femmes                            | Finale                             | Katinka Hosszú · Siobhan-Marie O'Connor · Maya DiRado                                                  |            |
| 22 h 30 |                       | Basket-ball Tournoi masculin                        | Compétition hommes                            | Premier tour Groupe B              | Argentine 90-82 Croatie                                                                                |            |
| 22 h 35 |                       | Volley-ball Tournoi masculin                        | Compétition hommes                            | Tour préliminaire Groupe A         | Brésil 3-1 Canada                                                                                      |            |

## Tableau des médailles provisoire
- Pays organisateur (Brésil)

## Tableaux des médailles
| Rang  | Nation              | Or | Argent | Bronze | Total |
| ----- | ------------------- | -- | ------ | ------ | ----- |
| 1     | États-Unis          | 4  | 1      | 2      | 7     |
| 2     | Chine               | 3  | 0      | 0      | 3     |
| 3     | France              | 2  | 2      | 1      | 5     |
| 4     | Allemagne           | 1  | 2      | 0      | 3     |
| 5     | Hongrie             | 1  | 1      | 1      | 3     |
| 6     | Russie              | 1  | 1      | 0      | 2     |
| 7     | Corée du Sud        | 1  | 0      | 0      | 1     |
| 7     | Grèce               | 1  | 0      | 0      | 1     |
| 7     | Slovénie            | 1  | 0      | 0      | 1     |
| 10    | Grande-Bretagne     | 0  | 2      | 0      | 2     |
| 11    | Japon               | 0  | 1      | 4      | 5     |
| 12    | Corée du Nord       | 0  | 1      | 0      | 1     |
| 12    | Malaisie            | 0  | 1      | 0      | 1     |
| 12    | Slovaquie           | 0  | 1      | 0      | 1     |
| 12    | Suède               | 0  | 1      | 0      | 1     |
| 12    | Turquie             | 0  | 1      | 0      | 1     |
| 17    | Australie           | 0  | 0      | 2      | 2     |
| 18    | Canada              | 0  | 0      | 1      | 1     |
| 18    | Émirats arabes unis | 0  | 0      | 1      | 1     |
| 18    | Israël              | 0  | 0      | 1      | 1     |
| 18    | Kazakhstan          | 0  | 0      | 1      | 1     |
| 18    | Kirghizistan        | 0  | 0      | 1      | 1     |
| 18    | Pays-Bas            | 0  | 0      | 1      | 1     |
| 18    | Suisse              | 0  | 0      | 1      | 1     |
| Total | Total               | 15 | 15     | 17     | 47    |

| Rang  | Nation              | Or | Argent | Bronze | Total |
| ----- | ------------------- | -- | ------ | ------ | ----- |
| 1     | États-Unis          | 9  | 8      | 9      | 26    |
| 2     | Chine               | 8  | 3      | 5      | 16    |
| 3     | Hongrie             | 4  | 1      | 1      | 6     |
| 4     | Australie           | 4  | 0      | 5      | 9     |
| 5     | Russie              | 3  | 6      | 3      | 12    |
| 6     | Italie              | 3  | 4      | 2      | 9     |
| 7     | Corée du Sud        | 3  | 2      | 1      | 6     |
| 8     | Japon               | 3  | 1      | 11     | 15    |
| 9     | France              | 2  | 3      | 1      | 6     |
| 10    | Thaïlande           | 2  | 1      | 1      | 4     |
| 11    | Grande-Bretagne     | 1  | 3      | 2      | 6     |
| 12    | Allemagne           | 1  | 2      | 0      | 3     |
| 12    | Suède               | 1  | 2      | 0      | 3     |
| 14    | Brésil              | 1  | 1      | 0      | 2     |
| 15    | Taipei chinois      | 1  | 0      | 2      | 3     |
| 16    | Belgique            | 1  | 0      | 1      | 2     |
| 16    | Grèce               | 1  | 0      | 1      | 2     |
| 16    | Pays-Bas            | 1  | 0      | 1      | 2     |
| 19    | Argentine           | 1  | 0      | 0      | 1     |
| 19    | Colombie            | 1  | 0      | 0      | 1     |
| 19    | Croatie             | 1  | 0      | 0      | 1     |
| 19    | Kosovo              | 1  | 0      | 0      | 1     |
| 19    | Slovénie            | 1  | 0      | 0      | 1     |
| 19    | Viêt Nam            | 1  | 0      | 0      | 1     |
| 25    | Afrique du Sud      | 0  | 2      | 0      | 2     |
| 25    | Corée du Nord       | 0  | 2      | 0      | 2     |
| 25    | Indonésie           | 0  | 2      | 0      | 2     |
| 25    | Nouvelle-Zélande    | 0  | 2      | 0      | 2     |
| 29    | Canada              | 0  | 1      | 4      | 5     |
| 30    | Kazakhstan          | 0  | 1      | 3      | 4     |
| 31    | Ukraine             | 0  | 1      | 1      | 2     |
| 32    | Azerbaïdjan         | 0  | 1      | 0      | 1     |
| 32    | Danemark            | 0  | 1      | 0      | 1     |
| 32    | Malaisie            | 0  | 1      | 0      | 1     |
| 32    | Mongolie            | 0  | 1      | 0      | 1     |
| 32    | Philippines         | 0  | 1      | 0      | 1     |
| 32    | Slovaquie           | 0  | 1      | 0      | 1     |
| 32    | Turquie             | 0  | 1      | 0      | 1     |
| 39    | Ouzbékistan         | 0  | 0      | 2      | 2     |
| 40    | Émirats arabes unis | 0  | 0      | 1      | 1     |
| 40    | Espagne             | 0  | 0      | 1      | 1     |
| 40    | Géorgie             | 0  | 0      | 1      | 1     |
| 40    | Israël              | 0  | 0      | 1      | 1     |
| 40    | Kirghizistan        | 0  | 0      | 1      | 1     |
| 40    | Pologne             | 0  | 0      | 1      | 1     |
| 40    | Portugal            | 0  | 0      | 1      | 1     |
| 40    | Suisse              | 0  | 0      | 1      | 1     |
| Total | Total               | 55 | 55     | 64     | 174   |